# Структура плівки зв’язуючого на твердій поверхні

Структура плівки зв'язуючого на твердій поверхні
У структурі плівки зв'язуючого на твердій поверхні (процеси брикетування, масляна агломерація) можна виділити два шари — граничний і об'ємний. Граничним прийнято називати шар, що перебуває в безпосередньому контакті з твердим матеріалом. У цьому шарі за рахунок взаємодії із субстратом утворюються ланцюги орієнтованих у просторі молекул і макромолекул зв'язуючого (див. рис.). Упорядкування молекул зв'язуючого завдяки їх просторовій орієнтації приводить до структурування граничного шару. При цьому молекули адгезиву утворюють єдину просторову сітку, що характеризується високою механічною (когезійною) міцністю. Високий рівень когезії в граничному шарі обумовлений посиленням міжмолекулярних взаємодій за рахунок різкого зближення молекул адгезиву в орієнтованих шарах. По мірі потовщення клейової плівки і, відповідно, зі збільшенням відстані молекул (макромолекул) від твердої поверхні структурованість зв'язуючого різко зменшується. При цьому граничний шар переходить в об'ємний, властивості якого (адгезія і когезія) не відрізняються від властивостей вихідного зв'язуючого.
Максимальна міцність брикетів може бути досягнута при повному розподілі зв'язуючого на поверхні матеріалу у вигляді граничних (адсорбційних) шарів.